# Saša Čađo
Saša Čađo (in serbo Саша Чађо?; Sarajevo, 13 luglio 1989) è una cestista serba.

## Carriera
Con la Serbia ha disputato due edizioni dei Giochi olimpici (Rio de Janeiro 2016, Tokyo 2020), due Campionati mondiali (2014, 2022) e sei edizioni dei Campionati europei (2013, 2015, 2017, 2019, 2021, 2023).